# Josu Uribe
Jesús Uribesalgo Gutiérrez (Gijón, Asturias, España, 25 de mayo de 1969), conocido como Josu Uribe, es un entrenador de fútbol español. Es hijo del fallecido Jesús Uribe, jugador del Real Sporting de Gijón en los años 1960. Actualmente dirige al PFC Beroe Stara Zagora de la Primera Liga de Bulgaria

## Trayectoria
Empezó a entrenar con veintiún años en el equipo benjamín del Real Sporting de Gijón. Pasó por diversos clubes asturianos de la Tercera División hasta conseguir el ascenso a Segunda B con el Ribadesella C. F. en la campaña 2001-02. En la temporada 2002-03 entrenó a la U. D. Las Palmas en Segunda División, dejando al equipo en la quinta plaza al término del campeonato a pesar de los problemas económicos que padecía el club. A continuación, fue contratado por el Getafe C. F. y consiguió el primer ascenso en la historia del club madrileño a la máxima categoría en la campaña 2003-04.
A pesar de ello, no continuó en el club y pasó a ocupar el banquillo del Elche C. F., de nuevo en Segunda División. Allí logró un décimo puesto en la temporada 2004-05 y fue cesado en mitad de la siguiente. Tras casi un año inactivo, fue contratado por el Hércules C. F. tras el cese de José Bordalás, si bien tampoco pudo terminar la temporada en el equipo alicantino. En la temporada 2007-08 dirigió al Deportivo Alavés hasta que fue destituido el 18 de febrero de 2008. En febrero de 2009 se comprometió con el Ribadesella, del grupo 2 de la Tercera División, hasta el final de la temporada. Sin embargo, el 10 de marzo abandonó el puesto para firmar con la S. D. Eibar e intentar conservar la categoría en Segunda División, objetivo que no consiguió.
En julio de 2009 fichó por una temporada por la Cultural y Deportiva Leonesa. Después de un año sin entrenar, en 2011 fichó por el club griego del Panserraikos FC, aunque decidió abandonar el cargo a finales de octubre debido a su insatisfacción con las condiciones de trabajo. En enero de 2012 fue llamado por el Girona F. C. para hacerse cargo del equipo catalán, sustituyendo al técnico Raül Agné. Dos meses después, fue destituido tras encadenar una serie de resultados negativos.
En mayo de 2013 fichó por el Real Avilés C. F., club con el que disputó la promoción de ascenso a Segunda División de la temporada 2013-14. El 8 de marzo de 2015 el club avilesino anunció la destitución del técnico, tras una serie de malos resultados.
El 13 de enero de 2016 se hizo cargo del C. D. Mensajero, club del grupo II de Segunda División B de España, tras el cese de Roberto Aguirre. Consiguió que el equipo canario terminara en la decimotercera posición con 44 puntos. En julio de 2016 pasó a dirigir a la U. D. Melilla, donde fue cesado tras la jornada 30 cuando el equipo ocupaba la sexta posición. En noviembre de 2017 fichó como técnico del Caudal Deportivo del grupo II de la Segunda División B. Tras finalizar la temporada en última posición, no renovó con el conjunto mierense.
El 7 de noviembre de 2019, volvió a los banquillos como nuevo técnico del Xerez Deportivo F. C. El 25 de julio de 2020 se anunció que no continuaría al frente del club. Pocos días más tarde se oficializó su fichaje por la U. D. Lanzarote. Al finalizar la temporada se desvinculó de la entidad lanzaroteña. Tras 6 meses sin equipo, en febrero de 2022 fichó por el C. D. Mensajero en Tercera Federación.En su segunda temporada de esta segunda etapa, la 2022-23, consiguió el ascenso a Segunda Federación. Finalmente, fue cesado el 10 de diciembre de 2023.
El 3 de octubre de 2024, se hizo cargo del banquillo del PFC Beroe Stara Zagora de la Primera Liga de Bulgaria, tras la destitución de José Luis Acciari.

## Clubes
| Club                         | País     | Año         |
| ---------------------------- | -------- | ----------- |
| C. D. Lealtad                | España   | 1993-1994   |
| C. D. San Martín             | España   | 1994-1996   |
| Real Titánico                | España   | 1996-1997   |
| Astur C. F.                  | España   | 1997-1998   |
| Ribadesella C. F.            | España   | 2000-2002   |
| U. D. Las Palmas             | España   | 2002-2003   |
| Getafe C. F.                 | España   | 2003-2004   |
| Elche C. F.                  | España   | 2004-2005   |
| Hércules C. F.               | España   | 2006-2007   |
| Deportivo Alavés             | España   | 2007-2008   |
| Ribadesella C. F.            | España   | 2009        |
| S. D. Eibar                  | España   | 2009        |
| Cultural y Deportiva Leonesa | España   | 2009-2010   |
| Panserraikos FC              | Grecia   | 2011        |
| Girona F. C.                 | España   | 2012        |
| Real Avilés C. F.            | España   | 2013-2015   |
| C. D. Mensajero              | España   | 2016        |
| U. D. Melilla                | España   | 2016-2017   |
| Caudal Deportivo             | España   | 2017-2018   |
| Xerez Deportivo F. C.        | España   | 2019-2020   |
| U. D. Lanzarote              | España   | 2020-2021   |
| C. D. Mensajero              | España   | 2022-2023   |
| PFC Beroe                    | Bulgaria | 2024-actual |